# Éric Akoto
Éric Akoto (ur. 20 lipca 1980 w Akrze) – togijski piłkarz występujący na pozycji obrońcy. Trener piłkarski.

## Kariera klubowa
Akoto karierę rozpoczynał w 1997 roku w ghańskim zespole Liberty Professionals. W 1998 roku przeszedł do austriackiego Grazera AK. W Bundeslidze zadebiutował 28 października 1998 w zremisowanym 1:1 meczu z Tirolem Innsbruck. W sezonach 1999/2000 oraz 2001/2002 wraz z zespołem zdobył Puchar Austrii.
W 2002 roku Akoto odszedł do Austrii Wiedeń, z którą w sezonie 2002/2003 wywalczył dublet, czyli mistrzostwo oraz puchar kraju. Z kolei w sezonie 2003/2004 w barwach Austrii został wicemistrzem kraju. W 2004 roku został zawodnikiem niemieckiego Rot-Weiß Erfurt z 2. Bundesligi. Spędził tam sezon 2004/2005, a potem przeniósł się do austriackiej Admiry Wacker Mödling. W 2006 roku wrócił do Grazera AK, gdzie występował w sezonie 2006/2007.
W 2007 roku Akoto przeszedł do słoweńskiego Interblocku Lublana. W sezonie 2007/2008 zdobył z nim Puchar Słowenii. Na kolejny sezon wrócił do Austrii, gdzie grał w zespole Kapfenberger SV. W kolejnych latach Akoto występował w izraelskim Maccabi Ahi Nazaret, greckim OFI 1925, australijskim North Queensland Fury oraz maltańskiej Florianie. W 2012 roku przeszedł do austriackiej Austrii Klagenfurt, grającej w trzeciej lidze. Grał też w amatorskich drużynach SC Mürzhofen/Allerheiligen, FC Stattegg oraz USV Petersdorf II.
| Sezon   | Klub                  | Kraj      | Rozgrywki                   | Mecze | Bramki |
| ------- | --------------------- | --------- | --------------------------- | ----- | ------ |
| 1997/98 | Liberty Professionals | Ghana     | Ghana Football Leagues      | ?     | ?      |
| 1998/99 | Grazer AK             | Austria   | Bundesliga                  | 16    | 0      |
| 1999/00 | Grazer AK             | Austria   | Bundesliga                  | 8     | 0      |
| 2000/01 | Grazer AK             | Austria   | Bundesliga                  | 8     | 0      |
| 2001/02 | Grazer AK             | Austria   | Bundesliga                  | 22    | 2      |
| 2002/03 | Austria Wiedeń        | Austria   | Bundesliga                  | 23    | 3      |
| 2003/04 | Austria Wiedeń        | Austria   | Bundesliga                  | 17    | 1      |
| 2004/05 | Rot-Weiß Erfurt       | Niemcy    | 2. Bundesliga               | 4     | 0      |
| 2005/06 | Admira Wacker Mödling | Austria   | Bundesliga                  | 17    | 1      |
| 2006/07 | Grazer AK             | Austria   | Bundesliga                  | 25    | 0      |
| 2007/08 | Interblock Lublana    | Słowenia  | Prva Liga Telekom Slovenije | 30    | 1      |
| 2008/09 | Kapfenberger SV       | Austria   | Bundesliga                  | 15    | 0      |
| 2009/10 | Maccabi Ahi Nazaret   | Izrael    | Ligat ha’Al                 | 9     | 0      |
| 2009/10 | OFI 1925              | Grecja    | Football League             | 3     | 0      |
| 2010/11 | North Queensland Fury | Australia | A-League                    | 15    | 0      |
| 2011/12 | Floriana              | Malta     | Premier League              | 15    | 1      |
| 2012/13 | SK Austria Klagenfurt | Austria   | Regionalliga                | 18    | 3      |

## Kariera reprezentacyjna
W reprezentacji Togo Akoto zadebiutował 8 października 2000 w wygranym 3:0 meczu eliminacji Pucharu Narodów Afryki 2002 z Ugandą. Wziął udział w Pucharze Narodów Afryki 2002 oraz w Pucharze Narodów Afryki 2006, obu zakończonych przez Togo na fazie grupowej.
W 2006 roku został powołany do kadry na mistrzostwa świata. Nie zagrał jednak na nich w żadnym meczu, a Togo odpadło z turnieju po fazie grupowej. Akoto był w składzie na Puchar Narodów Afryki 2010, z którego jednak Togo się wycofało po ostrzelaniu autobusu reprezentacji. W latach 2000–2010 w drużynie narodowej rozegrał 56 spotkań i zdobył 1 bramkę.